# Deoksiribonukleinska kislina
Deoksiribonukleinska kislina (DNK oziroma DNA) je molekula, ki je nosilka genetske informacije v vseh živih organizmih. DNK skupaj z molekulo ribonukleinske kisline (RNK) spada med nukleinske (jedrne) kisline. Glavna vloga molekule DNK je shranjevanje bistvenih bioloških informacij.
DNK je nerazvejen polimer, katerega osnovna enota je nukleotid. Nukleotid v DNK je sestavljen iz sladkorja (deoksiriboza), dušikove baze (adenin, citozin, gvanin in timin) in fosfatne skupine. Zaporedje nukleotidov določa pomen genetske informacije. V vseh živih organizmih (z izjemo nekaterih virusov) ima DNK obliko dvojne vijačnice, pri čemer se dve molekuli DNK ovijeta druga okrog druge. Pri tem so dušikove baze znotraj vijačnice in se medsebojno vežejo v parih. Adenin se vedno pari s timinom in citozin vedno z gvaninom (Watson-Crickovo pravilo baznih parov).
Pri evkariontih vsebuje DNK celično jedro, ki je posebna struktura znotraj celice, obdana z lastno membrano. Znotraj jedra je DNK v obliki kromatina, ki pri celični delitvi postane viden kot kromosomi. Nasprotno pri prokariontih DNK prosto plava v citoplazmi v regiji, ki se imenuje nukleoid, in je večinoma krožna molekula (nima prostih koncev).
DNK lahko s pomočjo drugih sestavnih delov celice, ob dotoku hranilnih snovi ter energije v obliki molekul ATP, sintetizirajo različne beljakovine v različnih zaporedjih. DNK ima vse nadzorne mehanizme, ki jih sicer poznamo iz računalniških programskih jezikov in ki omogočajo, da DNK nadzoruje procese v celici in njenem okolju. Če so računalniški programi zapisani v obliki dvojiških zaporedij in je osnovna enota pri njih bajt (8 bitov), so genetski zapisi zapisani v obliki štiriških zaporedij in je osnovna enota pri le-teh kodon (trije pari nukleotidov).

## Zgodovina
Nukleinske kisline je prvi izoliral Friedrich Miescher leta 1869 in jih tako poimenoval zato, ker jih je našel v jedru levkocitov. Prisotnost nukleinskih kislin v ostalih celicah so dokazali v naslednjih nekaj letih, vendar je do odkritja njihove biološke vloge minilo še približno 75 let. V 1930. in 1940. letih je še vladalo trdno prepričanje, da so nosilci genetske informacije beljakovine, za katere so menili, da so edine dovolj zapletene biomolekule, da so sposobne opravljati to funkcijo. Nasprotno je DNK v tistem času veljala za precej dolgočasno in nepomembno molekulo, ki jo sestavlja monotono zaporedje štirih različnih nukleotidov, zaradi česar si ni bilo mogoče predstavljati, da bi lahko bila nosilka genetske informacije. Vendar se je v naslednjih desetletjih na veliko presenečenje večine izkazalo, da je resnica ravno nasprotna. 
Enega prvih eksperimentov, ki so utrli pot k razkritju prave narave DNK, je že leta 1928 izvedel Frederick Griffith, ki je odkril t. i. transformirajoči princip. V svojem eksperimentu je Griffith okužil miši z dvema tipoma bakterije Diplococcus pneumoniae (R in S), ki povzroča pljučnico. Pripravil je mešanico živih (R-; nesposobnih povzročiti bolezen) in mrtvih (S-; patogenih) bakterij D. pneumoniae in jih vbrizgal v miši, kar je proti pričakovanju povzročilo smrt večine miši. Še presenetljiveje pa je bilo, da je kri mrtvih miši vsebovala žive bakterije S. Mrtve bakterije S so torej nekako transformirale sicer nepatogene bakterije R v virulentno obliko S. Leta 1944 so Oswald Avery, Colin MacLeod in Maclyn McCarty po desetletnih raziskavah sklenili, da je za transformirajoči princip odgovorna molekula DNK, ki je torej tudi nosilka genetske informacije. To odkritje je bilo tedaj skoraj popolnoma prezrto in do uveljavitve takega razumevanja v znanstveni skupnosti je minilo še skoraj desetletje. Leta 1952 sta Alfred Hershey in Martha Chase izvedla eleganten eksperiment z bakteriofagi, ki je zelo prepričljivo dokazal, da je za transformirajoči princip zares odgovorna DNK.
Končno pa sta osrednjo vlogo te molekule v biologiji leta 1953 potrdila James Dewey Watson in Francis Crick, ko sta razvozlala njeno strukturo. S tem se je začela sodobna molekularna biologija. Za svoje delo sta prejela Nobelovo nagrado za fiziologijo ali medicino 1962.

## Lastnosti
DNK je nerazvejen polimer, katerega osnovna enota je nukleotid, sestavljen iz deoksiriboze (sladkor), fosfatne skupine, ter ene od štirih dušikovih baz, adenina, citozina, gvanina ali timina. Glede na slednje uporabljamo nukleotidne oznake A, C, G in T. Ogrodje polimerne DNK tvori izmenjujoče se zaporedje deoksiriboze in fosfatne skupine, par nasprotno obrnjenih ogrodij je ovit tako, da so dušikove baze znotraj, kjer se medsebojno povežejo s šibkimi vodikovimi vezmi. Ker je teh šibkih vezi veliko, je končna povezava med dvema molekulama DNK zelo močna in razpade pri segrevanju na približno 80 °C (odvisno od deleža G in C ter dolžine zaporedja). Verigi dvojne vijačnice sta nasprotno obrnjeni, kar opisujemo s številkami ogljikovih atomov deoksiriboze (usmeritev 5' - 3' oziroma 3' - 5', kar se bere kot "pet črtica konec" in "tri črtica konec"), in protismislni, zaporedji nukleotidov obeh verig se povezujejo le v parih A-T (dve vodikovi vezi med bazama) in C-G (tri vodikove vezi). DNK zaporedje običajno zapisujemo s 5' konca, zato bi se zaporedje 5'-AATTGGCC-3' v dvojno vijačnico zvilo z nasproti obrnjenim protismislnim zaporedjem 5'-GGCCAATT-3'. Za boljše razlikovanje med enoverižno in dvoverižno DNK uporabljamo tudi oznaki ssDNK (angl. single strand) in dsDNK (angl. double strand).

### Dimenzije in oblike
Polmer dvojne vijačnice znaša 1 nm (ali 10  A), dolžina vijačnice pa je pogojena s številom nukleotidov, pri čemer je dolžina nukleotida 0,33 nm. En obrat vijačnice je dolg 3,4 nm. Najdaljši človeški kromosom gradi približno 220 milijonov nukleotidov, iztegnjena dvojna vijačnica bi bila tako dolga 73 mm.
Poleg ogrodja iz deoksiriboze in fosfatne skupine sta na dvojni vijačnici opazna tudi mali in veliki žleb. V žlebovih so bolj izpostavljene organske baze, zato se tam nanje lahko vežejo encimi, ki prepoznajo točno določena zaporedja baz. Veliki žleb je širok 2,2 nm, mali žleb pa 1,2 nm. Omenjene dimenzije veljajo za obliko B. DNK obstaja v več različnih oblikah ali konformacijah: A, B in Z. Oblika je odvisna od stopnje hidratacije, nukleotidnega zaporedja, stopnje dodatnega zvijanja, modifikacije organskih baz, koncentracije določenih kovinskih ionov in poliaminov. Obliki A in B sta desnosučni, Z pa je levosučna, torej je zvita v nasprotni smeri. A-DNK je v primerjavi z B-DNK širša, mali žleb je širši in plitvejši, veliki žleb pa ožji in globlji. Oblika A nastane v nefizioloških razmerah, ko je DNK delno dehidrirana, v celici pa lahko nastane pri hibridizaciji DNK in RNK in v DNK-encimskih kompleksih. Odseki DNK, ki so kemijsko spremenjeni z metilacijo, lahko zavzamejo obliko Z. Različne oblike DNK prepoznajo specifični encimi, ki vplivajo na gensko prepisovanje, torej na izražanje genov.
DNK ima tudi dodatne stopnje zvijanja, podobnega krotovičenju vrvi, bolj znanega pod angleškim izrazom supercoiling.

### Alternativne baze in oblike
Naštete baze A, T, C in G so najbolj pogoste, a ne edine. C se lahko metilira in demetilira, pri čemer se spreminja v 5-metilcitozin (5-mC), 5-hidroksimetilcitozin (5-hmC), 5-formilcitozin (5-fC) in 5-karboksilcitozin (5-caC). Na spremenjen citozin se vežejo drugi encimi, zato se z metilacijo spreminja izražanje genov. Bakterije lahko metilirajo tudi adenin v metiladenin, pri podvojevanju DNK je originalna veriga še vedno metilirana, na novo sintetizirana pa se metilira kasneje. V vmesnem času lahko popravljalni mehanizmi na osnovi originala odpravijo nekatere napake pri podvojevanju.
Pri nekaterih enoceličnih praživalih je bila v zaporedju DNK odkrit tudi beta-d-glukopiranoziloksimetiluracil, poimenovan baza J.  Tudi za to bazo so bili odkriti encimi, ki jo prepoznajo in se vežejo nanjo Ker je bila baza J opisana šele leta 2008 njena vloga še ni povsem pojasnjena, morda služi kot signal za zaključek prepisovanja encima RNA polimeraze II.
Telomere so skrajni deli linearnih kromosomov, kjer se DNK zaključi v obliki G-kvadrupleksa. V kvadrupleksu gvaninske baze niso povezane v parih ampak v četverčkih s kovinskim ionom v sredini v stabilno obliko. Kvadrupleks ščiti konec DNK in preprečuje, da bi ga encimi, ki so vpleteni v popravilo poškodovane DNK, obravnavali kot poškodbo. V telomerah DNK tvori tudi T-zanke, to so enoverižne DNK (ssDNK), ki so ovite okoli telomernih proteinov.
Mnoge modificirane baze in drugačne oblike DNK so bile razvite v laboratoriju za različne tehnike, uporabne na področju molekularne biologije.

## Funkcija
Vse funkcije DNK so posledice interakcij s proteini. Interakcije so lahko nespecifične ali specifične, torej se protein veže na točno določeno nukleotidno zaporedje. Proteini lahko spreminjajo obliko in zvijanje DNK (topoizomeraze, helikaze), režejo ali lepijo verige (nukleaze, ligaze), sintetizirajo komplementarne verige RNK ali DNK (polimeraze), vplivajo na potek prepisovanja (transkripcijski faktorji).

### Kodiranje genov
Gen je zaporedje nukleotidov molekule DNK, ki se prepisuje v RNK, in se večinoma dalje prevaja v aminokislinsko zaporedje - beljakovino. Pri prevajanju trije zaporedni nukleotidi - kodoni kodirajo eno aminokislino, kombinacije prevajanja imenujemo genetski kod. Molekula RNK, ki se prevaja, je mRNK (angl. messenger RNA). Nekatere RNK po prepisu z DNK ne kodirajo aminokislinskega zaporedja, torej se prepisujejo z nekodirajoče DNK, ampak imajo druge funkcije, npr. tRNK (angl. transfer RNA, prenašajo aminokisline do mesta prevajanja), rRNK (angl. ribosomal RNA, sestavni deli ribosomov), mi, sn in snoRNK (angl. micro, small nuclear in small nucleolar RNA, predvsem regulatorna funkcija).
Pri bakterijah je večji del genoma kodirajoč, pri eukariontih pa je večina genoma nekodirajoča. Le 1-2% človeškega genoma je kodirajoč. Preostanek je bil včasih imenovan junk DNK, vendar imajo tudi nekodirajoči deli genoma številna vezavna mesta za proteine, ki regulirajo prepisovanje, rekombinacijo in zvijanje DNK.

### Podvojevanje
Podvojevanje DNK je ključen proces prenosa dedne informacije na hčerinske celice, oziroma pri višjih organizmih na potomce. Dvoverižna DNK se odvije in razpre, na osnovi enoverižne DNK se po principu komplementarnih nukleotidov sintetizira druga veriga v smeri 5' proti 3'. Tako dobimo dve dvoverižni vijačnici DNK, ki sta enaki originalu.

### Izvencelična DNK
Po celični smrti se DNK sprosti iz celice. Koncentracija DNK v prsti je do 2 µg/L, v vodi tudi do 88 µg/L. Izvencelična DNK je vir hrane, lahko sodeluje pri horizontalnem prenosu genov, torej med organizmi, so sestavni izvencelični deli biofilmov.

## Mutacije
V najširšem pomenu je mutacija katerokoli trajna sprememba nukleotidnega zaporedja DNK. Pri večceličnih organizmih mutacije v telesnih celicah lahko privedejo do nenadzorovanega deljenja celic - rakavih obolenj, s stališča evolucije pa so bolj pomembne mutacije v klični liniji, torej tiste, ki se prenesejo na potomce. Mutacije se razlikujejo v obsegu od spremembe posameznega nukleotida do večjih prerazporejanj kromosomov v obsegu več milijonov nukleotidov. Razlike so tudi v posledicah, od nezaznavnih, pozitivnih in smrtnih. Številni popravljalni mehanizmi zagotavljajo, da se pri podvajanju zgodi malo sprememb in da se na potomce prenese malo mutacij, po drugi strani pa so mutacije tudi vir genetske raznolikosti, zato obstajajo tudi mehanizmi, ki jih ustvarjajo.
Encim DNA polimeraza je pri sintezi komplementarne verige dokaj natančna in naredi napako samo na približno 107 nukleotidov. Dodatni mehanizmi preverjajo sintetizirano verigo brez metiliranih citozinov na osnovi originalne verige z metiliranimi citozini in odpravljajo napake, tako da je končno število napak še nižje, ena na 109 nukleotidov. Človeški genom sestavlja nekaj več kot 3 milijard nukleotidov v dveh kopijah, torej se pri podvojitvi genoma in deljenju celice zgodi ~6 napak. Pri bakterijah in virusih je stopnja mutacij višja.
Pri višjih organizmih, ki se razmnožujejo spolno, prihaja do večjih kromosomskih sprememb med mejozo. Takrat se dve ne povsem enaki kopiji istega kromosoma prekrižata in deloma zamenjata. Procesu rečemo rekombinacija. Določeni odseki DNK se lahko sami premeščajo po genomu (transpozoni), lahko kot odseki DNK ali preko RNK prepisa, ki se reverzno prepiše nazaj v DNK. Pri premeščanju po genomu se lahko spreminja izražanje genov v bližini vstavitve, ali pa se spremeni tudi samo zaporedje gena. Za odkritje transpozonov v koruzi je Barbara McClintock prejela Nobelovo nagrado za fiziologijo ali medicino 1983.

## DNK tehnike
V laboratoriju se DNK lahko izolira iz biološkega materiala ali sintetizira poljubno nukleotidno zaporedje omejene dolžine. Bolj pogosta je uporaba rekombinantne DNK, sestavljene in odsekov izolirane in sintetizirane DNK. Dobljeni material se v primerni obliki lahko vstavlja v organizme, nastali genetsko spremenjeni organizmi lahko proizvajajo želene snovi ali pa so uporabni v celoti, na primer gensko spremenjene rastline v kmetijstvu.
V forenziki je DNK uporabna zaradi razlik v nukleotidnem zaporedju med posamezniki. Na osnovi večjega števila izbranih točk na genomu določimo DNK profil, za katerega je izjemno malo verjetno, da se pojavi pri dveh različnih osebah. S primerjavo DNK profilov lahko določamo tudi starševstvo, saj vsak posameznik dobi polovico genetskega materiala od vsakega starša. 